# Epsilon Euskadi
Pour les articles homonymes, voir Epsilon (homonymie).

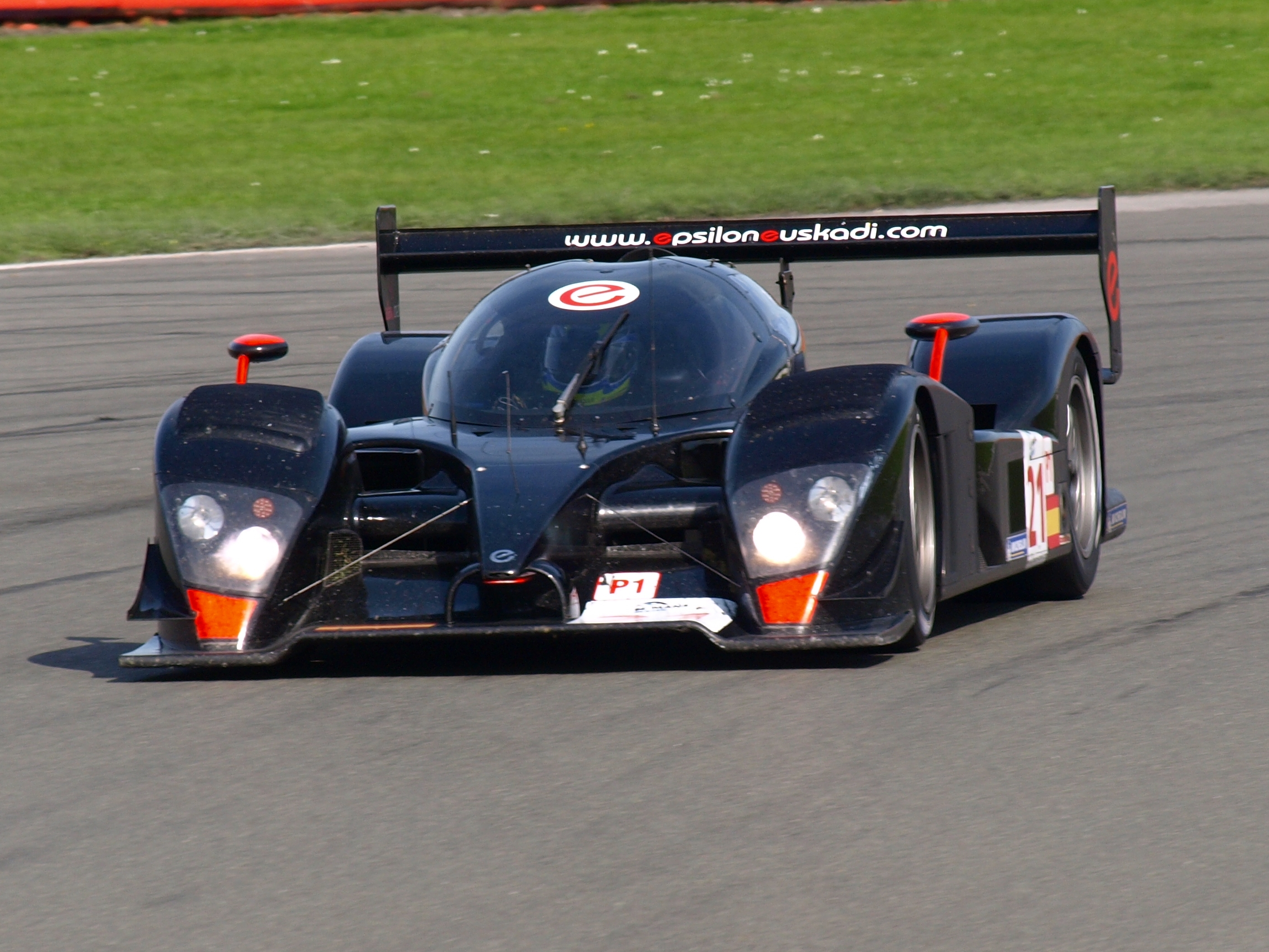
La Epsilon Euskadi ee1-Judd

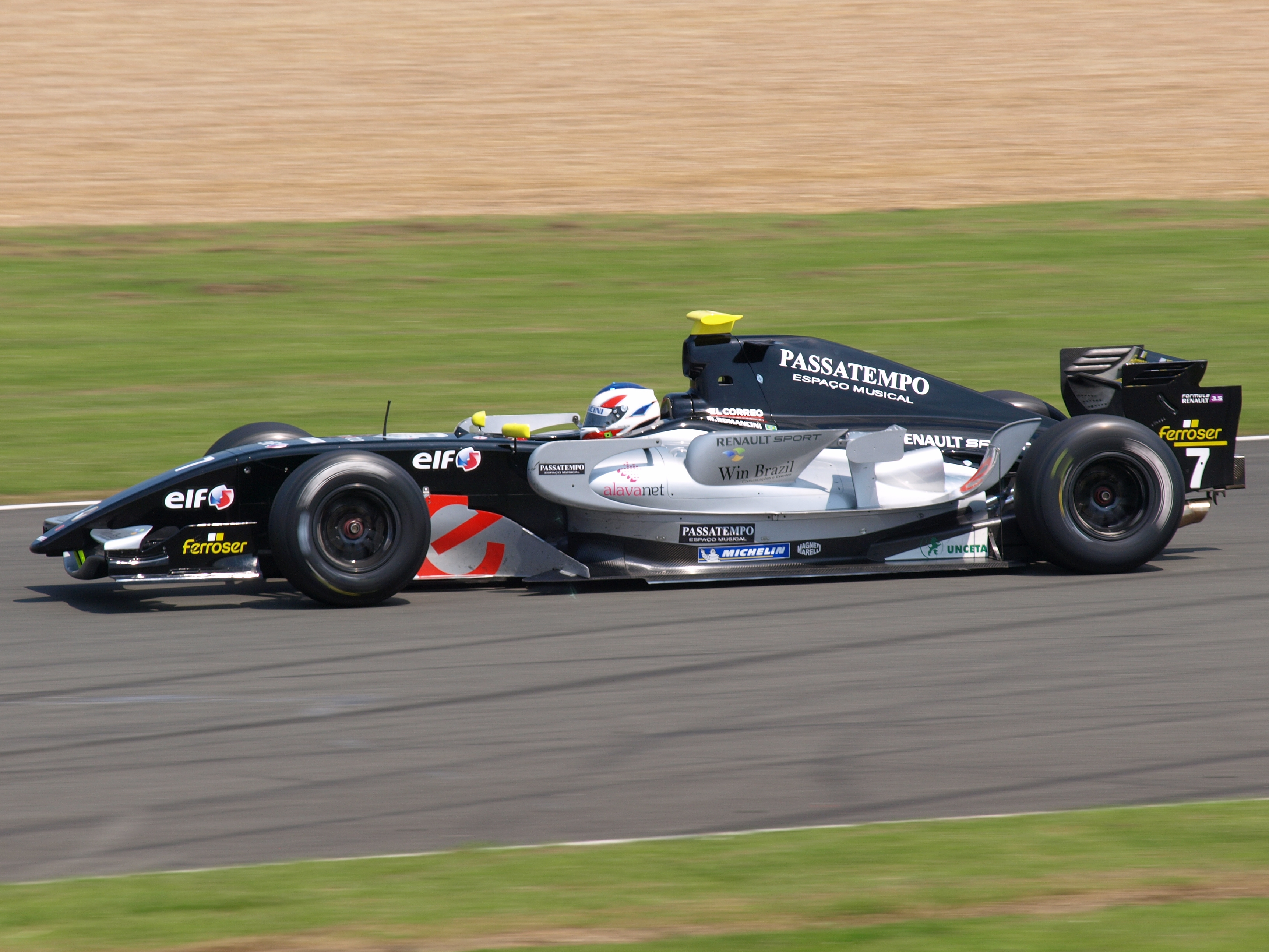
WSR 2008

Epsilon Euskadi est une équipe de course automobile du Pays basque.
Le siège de l'équipe est situé à Azkoitia en Espagne. Elle est la seule équipe de sport automobile majeure du Pays basque, d'où elle tire son nom.

## Historique
Le directeur de l'équipe est Joan Villadelprat qui a travaillé pendant plus de 30 années en Formule 1 chez McLaren, Scuderia Ferrari, Benetton Formula, Tyrrell et Prost Grand Prix. L'ingénieur en chef actuel est Sergio Rinland, qui travaillait aussi en Formule 1. 
En 2008, l'équipe a participé au 24 Heures du Mans pour la première fois. La Epsilon Euskadi ee1-Judd devient la première voiture de conception espagnole à participer aux 24 Heures du Mans,.
L'écurie met fin à ses activités en sport automobile en 2011.